# Обрушение трибуны на стадионе «Эйзель»
Эйзельская трагедия (англ. Heysel Stadium Disaster, итал. Strage dell'Heysel) произошла 29 мая 1985 года в Брюсселе, Бельгия, перед началом финала Кубка европейских чемпионов между итальянским «Ювентусом» и английским «Ливерпулем». В результате обрушения стены одной из трибун погибло 39 человек, преимущественно итальянцев. Сотни получили ранения и травмы разной степени тяжести.
Примерно за час до начала матча группа болельщиков «Ливерпуля» перелезла через разделительные ограждения, разделявшие их с болельщиками «Ювентуса». В итоге итальянские фанаты пытались убежать с террасы стадиона, вызвав тем самым обрушение опорной стены трибуны. Многие успели укрыться, но не все. Из-за чего в итоге погибли 39 человек, многие другие оказались ранены. Несмотря на произошедшие события, матч не был остановлен во избежание дальнейших беспорядков.
В результате трагедии было решено отстранить все английские клубы от всех турниров под эгидой УЕФА на пять лет, «Ливерпуль» — на шесть (изначально 10), до сезона 1990/91. Также 14 фанатов «Ливерпуля» были признаны виновными в причинении смерти по неосторожности и осуждены на три года лишения свободы. Позже катастрофа была описана как «Самый тёмный час в истории УЕФА».

## События, приведшие к катастрофе

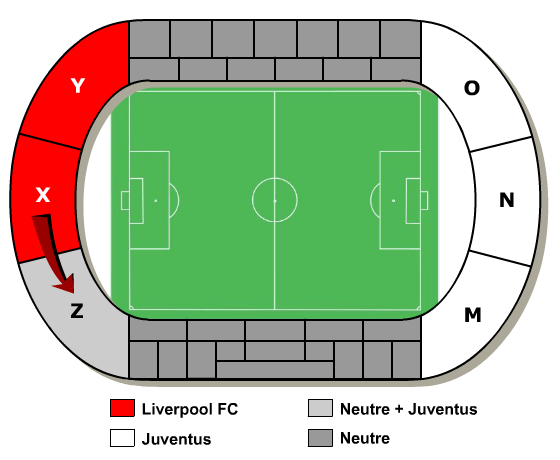
Размещение болельщиков во время финала Кубка европейских чемпионов 29 мая 1985 года

На май 1985 года «Ливерпуль» являлся одной из сильнейших команд мира, выиграв 4 Кубка чемпионов за последние 8 лет, и подходил к матчу в статусе действующего обладателя трофея. Их оппонент, «Ювентус», был действующим обладателем Кубка обладателей кубков. В его составе числились многие игроки, победившие на последнем чемпионате мира 1982 года, а также обладатель трёх последних «Золотых мячей» Мишель Платини.
Несмотря на статус национального стадиона Бельгии, «Эйзель» на момент финала 1985 года был в крайне плохом функциональном состоянии. Стадион отмечал 55-летие. Несколько лет не вёлся необходимый уход за ареной, и многие трибуны были в ветхом состоянии. Например, многие стены были построены из шлакоблока, и любой желающий мог попасть на стадион, проделав в одной из таких стен отверстие или попросту её пнув, что имело место также во время матча. Ещё до начала игры многие игроки и болельщики «Ливерпуля» были потрясены состоянием стадиона. До этого болельщики «Арсенала», игравшего здесь финал Кубка обладателей кубков с «Валенсией», жаловались на состояние стадиона, называя его «мусоркой». Попытки генерального директора «красных», Питера Робинсона, перенести финал с «Эйзеля» на другую арену не увенчались успехом. Предлагалось сыграть финал или в Барселоне на «Камп Ноу», или в Мадриде на «Сантьяго Бернабеу». УЕФА отказалось даже рассматривать данные варианты.
Стадион оказался переполнен, вместив 58–60 тыс. зрителей. За обоими воротами располагались террасы, стоячие трибуны, по 25 000 болельщиков с каждой стороны. Болельщики «Ювентуса» располагались в секторах O, N и M, болельщики «Ливерпуля» — в секторах Y и X. Сектор Z был отдан нейтральным бельгийским болельщикам. Эту идею поддержали как «Ливерпуль», так и «Ювентус». В то время в Брюсселе, как и в остальной Бельгии, проживала многочисленная итальянская община, благодаря чему иностранным фанатам «Ювентуса» не составило труда приобрести билеты в нейтральный сектор Z. В дополнение к этому билеты, распространявшиеся различными туристическими агентствами, также достались поклонникам «Старой Синьоры». Лишь небольшой процент достался фанатам «Ливерпуля».

### Конфронтация
В семь часов вечера, за час до матча, начались первые столкновения между болельщиками. Фанаты «Ливерпуля» и «Ювентуса» находились в опасной близости друг от друга, занимая соседние сектора — X и Z. Их разделяло лишь временное ограждение и десяток полицейских. Ещё до начала матча с обеих сторон стали взлетать ракетницы и петарды.
Со стартовым свистком вместе с ракетницами полетели камни, лежавшие под ногами болельщиков обоих клубов. Группа фанатов «Ливерпуля» двинулась в сторону к угловому флажку и попыталась перелезть через разделительные ограждения, в результате чего фанаты «Ювентуса» попытались убежать, перебравшись через стену стадиона. Многим это удалось, но стена не выдержала наплыва болельщиков и обрушилась. Именно в этот момент погибло 39 болельщиков. Около 600 были ранены.
В отместку за события, произошедшие на трибуне Z, фанаты «Ювентуса» с другой стороны стадиона устроили беспорядки и попытались попасть на трибуну, занимаемую болельщиками «Ливерпуля», выбегая на беговые дорожки. Лишь вмешательство полиции смогло их остановить. В течение следующих двух часов с их стороны в сторону полиции летели ракеты, выстреливаемые из ракетниц, петарды, камни и бутылки.

## Последствия
В результате трагедии погибли 39 человек, 32 из которых были итальянцами, 4 — бельгийцами, 2 — французами и 1 — ирландцем. Около 600 человек получили ранения. Ответственность за кровавую драму лежит не только на болельщиках, но и на УЕФА, разрешившем проводить матчи на обветшавшей арене. «Эйзель» не отвечал требованиям безопасности. Не была готова бельгийская полиция. Однако, наказание коснулось исключительно англичан. УЕФА наложил запрет на выступление в турнирах, организуемых УЕФА, для всех клубов Англии на неопределённый срок, но не менее пяти лет (это не распространялось на сборную Англии). «Ливерпуль» должен был отбыть дополнительную трёхгодичную дисквалификацию. В 1989 году английская футбольная ассоциация обратилась в УЕФА с просьбой допустить английские клубы к еврокубкам, но получила отказ. Министр по делам спорта Англии Колин Мойнихэн заявил, что правительство не может поддержать эту просьбу. Через год после снятия запрета с остальных клубов[когда?] «Ливерпуль» был амнистирован. 
В 1995 году стадион «Эйзель» был снесён кроме фонтона и главной трибуны. На его месте построен «Стадион короля Бодуэна». Не было установлено никаких памятных знаков трагических событий 1985 года, и единственным напоминанием о трагедии являются обновленные ворота главного входа — единственная сохранившаяся часть старого стадиона.
Во время чемпионата Европы по футболу 2000 года игроки сборной Италии возложили цветы на месте трагедии, почтив память погибших болельщиков «Ювентуса».
Впервые после трагедии «Ливерпуль» и «Ювентус» встретились лишь 5 апреля 2005 года в 1/4 финала Лиги чемпионов УЕФА 2004–2005. Матч проходил на стадионе «Энфилд» и закончился со счётом 2:1 в пользу «Ливерпуля».

### Дисквалификация команд
Следующие английские клубы были дисквалифицированы из еврокубков:
| Сезоны  | Кубок европейских чемпионов | Кубок обладателей кубков УЕФА | Кубок УЕФА |
| ------- | --------------------------- | ----------------------------- | --- |
| 1985/86 | Эвертон                     | Манчестер Юнайтед (4-е)       | Ливерпуль (2-е) Тоттенхэм Хотспур (3-е) Саутгемптон (5-е) Норвич Сити (Обладатель Кубка Футбольной лиги)                |
| 1986/87 | Ливерпуль                   | Эвертон (2-е)                 | Вест Хэм Юнайтед (3-е) Манчестер Юнайтед (4-е) Шеффилд Уэнсдей (5-е) Оксфорд Юнайтед (Обладатель Кубка Футбольной лиги) |
| 1987/88 | Эвертон                     | Ковентри Сити (10-е)          | Ливерпуль (2-е) Тоттенхэм Хотспур (3-е) Арсенал (Обладатель Кубка Футбольной лиги, 4-е) Норвич Сити (5-е)               |
| 1988/89 | Ливерпуль                   | Уимблдон (6-е)                | Манчестер Юнайтед (2-е) Ноттингем Форест (3-е) Эвертон (4-е) Лутон Таун (Обладатель Кубка Футбольной лиги)              |
| 1989/90 | Арсенал                     | Ливерпуль (2-е)               | Ноттингем Форест (Обладатель Кубка Футбольной лиги, 3-е) Норвич Сити (4-е) Дерби Каунти (5-е) Тоттенхэм Хотспур (6-е)   |
| 1990/91 | Ливерпуль                   |                               | |

## Список погибших
39 человек погибло и сотни получили ранения.
| Имя                      | Возраст |
| ------------------------ | ------- |
| Рокко Ачерра             | 29      |
| Бруно Балли              | 50      |
| Альфонс Бос              | 35      |
| Джанкарло Брускера       | 21      |
| Андреа Казула            | 11      |
| Джованни Казула          | 44      |
| Нино Черулло             | 24      |
| Вилли Кьеленс            | 41      |
| Джузеппина Конти         | 17      |
| Дирк Денеки              | 38      |
| Дионизио Фаббро          | 51      |
| Жак Франсуа              | 45      |
| Эудженио Гальяно         | 35      |
| Франческо Галли          | 24      |
| Джанкарло Гоннелли       | 20      |
| Альберто Гуарини         | 21      |
| Джоваккино Ландини       | 50      |
| Роберто Лорентини        | 31      |
| Барбара Луши             | 58      |
| Франко Мартелли          | 22      |
| Лорис Мессоре            | 28      |
| Джанни Мастрояко         | 20      |
| Серджио Бастино Маццино  | 38      |
| Лучано Рокко Папалука    | 38      |
| Луиджи Пидоне            | 31      |
| Бенито Пистолато         | 50      |
| Патрик Рэдклифф          | 38      |
| Антонио Раньянезе        | 49      |
| Клод Робер               | ?       |
| Марио Ронки              | 43      |
| Доменико Руссо           | 28      |
| Тарчизио Сальви          | 49      |
| Джанфранко Сарто         | 47      |
| Амедео Джузеппе Сполаоре | 55      |
| Марио Спану              | 41      |
| Тарчизио Вентурин        | 23      |
| Жан-Мишель Валла         | 32      |
| Клаудио Дзаварони        | 28      |

## Память
29 мая 2025 года около «Альянц Стадиум» «Ювентус» установил монумент «Verso altrove» в память о погибших. На церемония открытия присутствовали капитан сборной Италии и Ювентуса Джорджо Кьеллини и нападающий «Ливерпуля» и «Ювентуса» Иан Раш.